# Homes i ratolins (pel·lícula)
Homes i ratolins (títol original: Of Mice and Men) és una pel·lícula estatunidenca de Gary Sinise estrenada l'any 1992. És una adaptació cinematogràfica de la novel·la homònima de John Steinbeck. Ha estat doblada al català. Va ser nominada a la Palma d'Or (millor pel·lícula) al Festival de Cannes.

## Argument
La història de Lennie, simpàtic colós inconscient, i de George, dos obrers emigrants units per una sòlida amistat, solcant les carreteres de Califòrnia dels anys 1930 a la recerca d'un treball difícil de trobar.
Finalment s'estableixen en una granja. Lennie és un personatge que té una força gairebé sobrehumana però de la qual no en té consciència. Li agrada acaronar les coses suaus i petites, cosa que li portarà problemes mentre que George és un personatge astut, intel·ligent, i que busca protegir Lennie costi el que costi, ja que aquest és deficient mental.

## Repartiment
- John Malkovich: Lennie Small
- Gary Sinise: George Milton
- Sherilyn Fenn: La dona de Curley
- Ray Walston: Candy
- Casey Siemaszko: Curley
- John Terry: Slim
- Richard Riehle: Carlson
- Alexis Arquette: Whitt
- Joe Morton: Crooks
- Noble Willingham: El cap
- Joe De Angerio: Jack
- Tuck Milligan: Mike
- David Steen: Tom
- Moira Harris: Noia amb un vestit vermell